# 모리야마 마유미
모리야마 마유미(森山 眞弓, 1927년 11월 7일 ~ 2021년 10월 14일)는 일본의 자유민주당 소속 정치인으로, 전 중의원 의원이다.
일본 노동성(労働省) 부인 소년국 국장, 참의원 의원, 환경청 장관, 내각관방장관, 문부대신, 법무대신 등을 지냈으며, 현재 일본 하쿠오 대학(白鷗大学) 학장 (2007년 ~ 2013년) 및 전국 교육 문제 협의회 최고 고문을 역임했다.